# Marinus Cadart
Marinus Cadart (Francia, XVII secolo – Hannover, XVII secolo) è stato un architetto del paesaggio e maestro fontaniere francese.

## Biografia
Poco o nulla si sa della vita di Cadart prima della sua venuta ad Hannover nel 1674, ma di certo egli era nato in Francia e in tempi successivi si era trasferito in Danimarca.
A partire dal 1676, venne impiegato come maestro fontaniere nell'elaborazione del Grosser Garten del castello di Herrenhausen ad Hannover per conto del langravio locale. Egli, più che del giardino stesso, si occupò di tutti quegli elementi decorativi che lo componevano secondo il gusto dei giardini italiani del rinascimento: sua fu l'idea di costruire la grotta (1677–1679, ristrutturandola poi nel 1684–1686) e la cascata (1677–1685). Nel 1677 Cadart fece costruire due grandi serbatoi d'acqua sopraelevati su una collina ad ovest del Berggarten per ottenere la pendenza necessaria al funzionamento della Grande Fontana progettata come fulcro centrale del Grosser Garten, collegando poi il tutto con delle tubazioni in piombo. Tuttavia questo suo esperimento si rivelò fallimentare e l'acqua incanalata nel giardino rimase insufficiente a creare getti d'acqua adeguati. Per questo motivo venne licenziato dalla corte di Hannover nel 1689 e di lui non si seppe più nulla. Il problema dell'innalzamento del getto della Grande Fontana del Grosser Garten venne risolto solo all'inizio del Settecento.
Secondo le memorie redatte da Christian Georg Vick, Cadart fu anche il progettista dell'anfiteatro all'aperto del Grosser Garten i cui lavori vennero eseguiti tra il 1689 ed il 1692. Resta quindi da stabilire se egli sia stato effettivamente licenziato e tali lavori, già in abbozzo di progetto, siano stati completati dal suo successore o se egli sia rimasto a corte e abbia continuato a lavorare a progetti minori nel giardino.